# Kizito Mihigo
Kizito Mihigo (Kibeho, 25 de julho de 1981 – 17 de fevereiro de 2020) foi um cantor cristão, organista e compositor militante pela paz e reconciliação.

## Biografia
Kizito Mihigo foi o terceiro de seis filhos. Seus pais foram Buguzi Augustin e Ilibagiza Placida.
Sobrevivente do genocídio de 1994, no qual ele perdeu seu pai e muitos membros de sua família, foi o autor de 400 canções em 20 anos.
Depois de participar da composição do novo hino nacional de Ruanda em 2001, ele foi enviado para a Europa pelas autoridades ruandesas para se formar no Conservatório de Música de Paris.

## Ativismo pela paz e reconciliação
Durante a sua estadia na Europa, apoiado por Dom Leonard, Mihigo organizava concertos de paz para a comunidade ruandesa que vive na Europa. Em 2010 ele criou a Fundação Kizito Mihigo pela Paz, uma organização não-governamental ruandesa pela paz e reconciliação após o genocídio., 
Após seu retorno ao país em 2011, as atividades desta fundação lhe renderam diferentes prêmios, inclusive um destes foi oferecido pela Primeira Dama do Ruanda Jeannette Kagame. Em 2012 tornou-se apresentador na televisão nacional.

## Prisão e julgamento
Em março de 2014, ele publicou no YouTube uma música intitulada 
"Igisobanuro cy'Urupfu" em que o cantor diz que a homenagem é para as vítimas de todas as violências, não só o genocídio, mas também da guerra e vinganças.
A canção foi imediatamente proibida pelas autoridades ruandesas e Mihigo foi preso por "ameaça contra o Estado". Mihigo foi preso em 2014 e condenado no ano seguinte a 10 anos de prisão depois que ele foi considerado culpado de conspiração por assassinar ou ferir Kagame e outros líderes importantes. Ele também foi condenado por cumplicidade em derrubar o governo e conspiração para formar alianças com grupos para desestabilizar o país. Ele se declarou culpado de todas as acusações, levando o juiz a dizer que recebeu uma sentença branda por ter facilitado o trabalho do tribunal.
Em 27 de fevereiro de 2015, ele foi condenado a 10 anos de prisão por conspiração contra o governo do presidente Paul Kagame.

### Reações
Desde a prisão do cantor até o veredicto do julgamento, os Estados Unidos, o Reino Unido e as organizações internacionais não-governamentais para a Defesa dos Direitos Humanos têm criticado o julgamento. Human Rights Watch e Anistia Internacional denunciaram 
a detenção ilegal do artista vários dias antes do início do procedimento, a tortura e a politização do julgamento.

## Morte
Mihigo foi encontrado morto pelos policiais na manhã do dia 17 de fevereiro de 2020 durante a verificação de rotina na delegacia de Remera.